# 세책
세책(貰冊)은 조선에서 돈을 받고 책을 빌려주던 것이다. 세책점에서 책을 보유하고 책을 일정 기간 빌려 주었으며 이러한 활동은 18세기 중반 이후부터 20세기 초까지 이어졌다. 이러한 활동을 통해 조선의 소설 독서의 대중와 상업화를 이끌었다.